# Jezero (cràter marcià)
Jezero és un cràter d'impacte de Mart situat en 18° 23′ N, 77° 35′ E / 18.38°N,77.58°E a Syrtis Major que en el passat va albergar un llac. El seu nom prové d'una localitat de Bòsnia i Hercegovina.

## Característiques
Situat a l'entorn de la zona Nili Fossae, té un diàmetre aproximat de 49 km.
Compta amb dues valls d'entrada, amb les seves desembocadures situades a l'Oest i al Nord de la conca. Igualment té vall de sortida situat en la part oriental del cràter.
El seu llit és ric en sediments lacustres argilencs, convertint-lo en un lloc propici per a la cerca de biosignatures. Aquest cràter va ser l'escollit per a l'aterratge marcià del rover Perseverance de la missió Mars 2020, aterratge que tingué lloc el dia 18 de febrer de 2021. El dia 5 març de 2021, la NASA anomenà oficialment el punt del cràter on es deposità suaument com a "lloc d'aterratge Octavia E. Butler" en homenatge a l'escriptora de ciència-ficció feminista.